# Géographie du Vatican
 (novembre 2022).
Si vous disposez d'ouvrages ou d'articles de référence ou si vous connaissez des sites web de qualité traitant du thème abordé ici, merci de compléter l'article en donnant les références utiles à sa vérifiabilité et en les liant à la section « Notes et références ».
L'État de la Cité du Vatican est le plus petit État au monde pour ce qui est de la superficie : il ne compte en effet que 44 hectares, ce qui représente environ un quart de la principauté de Monaco, ainsi que le moins peuplé (le pays comptait 511 habitants en 2021).

## Le territoire du Vatican
Sa petite surface s'explique en ce qu'il est le support matériel du Saint-Siège, incarnation du pouvoir spirituel de l'Église catholique romaine. L'article 3 du traité du Latran stipule explicitement que le Vatican a été créé « pour des fins spéciales » et le pape Pie XI, renonçant lors de la signature des accords à des portions de territoire supplémentaire, précise :

« Il sera clair pour tous, nous l'espérons, que le Souverain Pontife n'a vraiment que cette portion de territoire matériel indispensable pour l'exercice d'un pouvoir spirituel confié à des hommes pour le bénéfice des hommes. (…) Il nous plaît de voir le domaine foncier réduit à de si minimes proportions qu'il puisse et doive être lui-même considéré comme spiritualisé par (…) [la] puissance spirituelle qu'il est destiné à soutenir et servir. »

Le territoire du Vatican est défini dans l'annexe I du traité du Latran de 1929. Il est situé sur la colline du Vatican, totalement enclavé par la ville de Rome, plus particulièrement par les Municipi XVII et XVIII constitués des rioni (quartiers) de Borgo (bourg médiéval dont il fait partie avant 1929) et de Prati, qui se trouvent à l'est, ainsi que par les "Quartieri" de Della Vittoria, de Trionfale et d'Aurelio qui le jouxtent quant à eux respectivement au nord, à l'ouest et au sud. Conformément à l'article 5 du traité stipulant : « Le Saint-Siège veillera à en fermer l'accès, en entourant d'une enceinte les parties ouvertes, sauf la place Saint-Pierre. », le tracé de sa frontière commune avec l'Italie, longue de 3,2 km, suit celui des murs qui enclosent la cité et remontent pour partie au règne de Léon IV (847-855) et pour partie à l'ère contemporaine. À l'est, la frontière longe les façades extérieures des colonnades du Bernin englobant ainsi la place Saint-Pierre.
Outre cette dernière, la Cité comprend cinq points d'accès :
- la porte de Bronze, à l'entrée du palais pontifical ;
- l'arc des cloches, face à la basilique ;
- l'entrée de la salle Paul VI, près du Palais du Saint-Office, qui est situé sur le territoire italien, mais bénéficie de l'extraterritorialité en vertu des accords du Latran ;
- la porte Sainte-Anne, au niveau de l'église Sant'Anna dei Palafrenieri, via di Porta Angelica ;
- l'entrée des musées du Vatican, viale Vaticano[3], la plus au nord.

La longueur maximale de la Cité est de 1 045 mètres et sa largeur de 850 mètres. Sa superficie de 0,44 km2, qui en fait le plus petit micro-État du monde, est occupée pour un tiers de sa surface par des constructions (principalement la basilique Saint-Pierre, le palais pontifical et les musées), un deuxième tiers par de vastes espaces ouverts (places et cours) et le dernier par les jardins. Le Vatican ne dispose d'aucun accès maritime naturel ni même d'étendue d'eau naturelle. Il ne comporte aucun relief saillant : l'altitude la plus faible s'élève à 19 mètres et l'altitude la plus élevée à 75 mètres.

## Le climat du Vatican
Le climat du Vatican est celui de Rome : de type méditerranéen, avec des hivers doux et pluvieux d'octobre à mai et des étés secs et chauds de juin à septembre. Cependant, la masse imposante de la basilique, les nombreuses fontaines et les vastes espaces ouverts sont à l'origine de microclimats, principalement caractérisés par des brouillards et des rosées.

## Points extrêmes

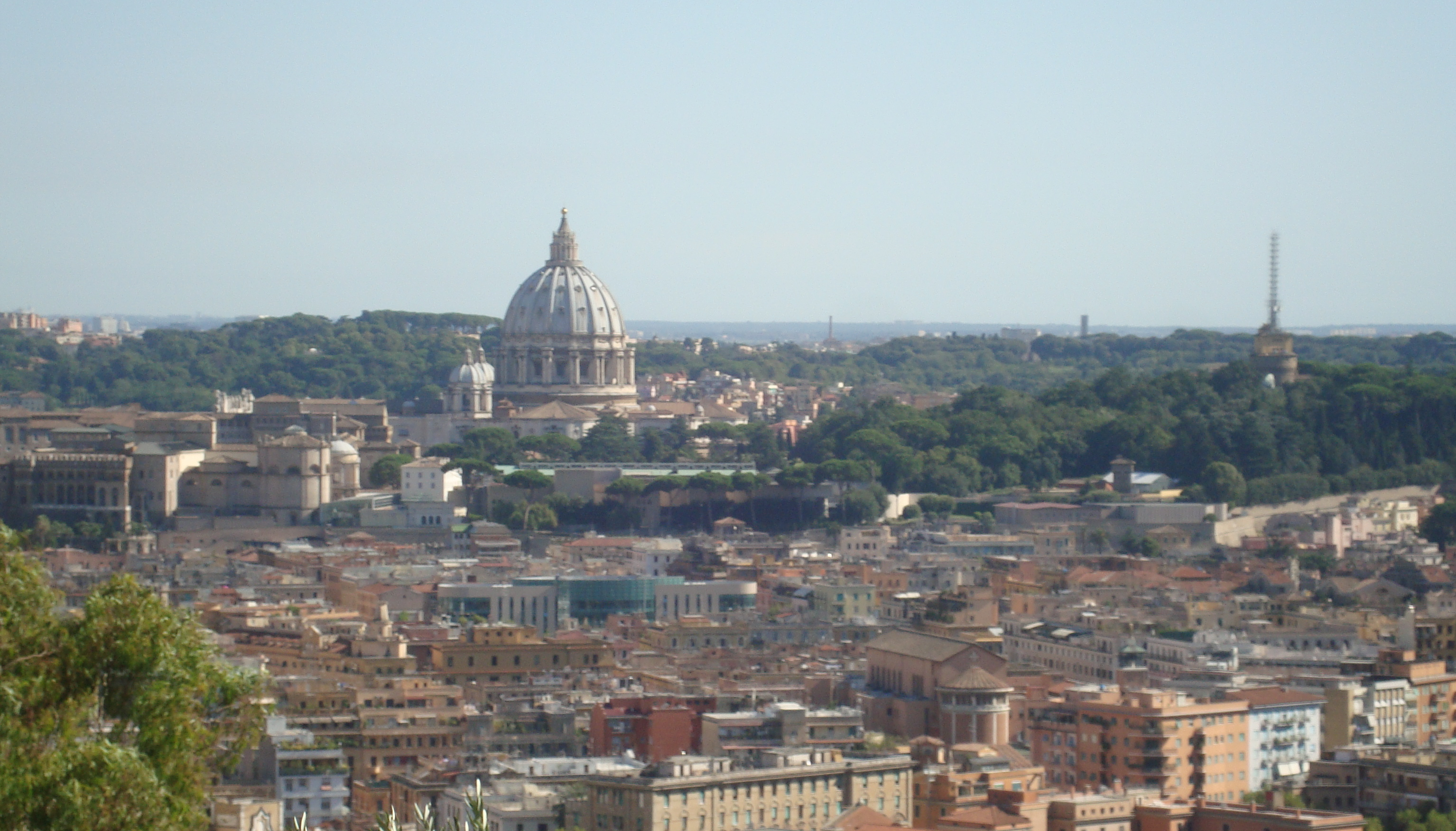
Vue d'ensemble du Vatican et de ses jardins depuis Monte Mario.

### Latitude et longitude maximales
Note : le Vatican est intégralement enclavé dans la ville de Rome. Les voies mentionnées dans ce paragraphe sont des voies romaines qui bordent l'enceinte de la cité du Vatican.
- Nord : au croisement de la viale vaticano et de la via Leone IV (41° 54′ 26,74″ N, 12° 27′ 19,46″ E)
- Sud : au croisement de la via della stazione vaticana et de la via di porta cavalleggeri (41° 54′ 00,78″ N, 12° 27′ 16,14″ E)
- Ouest : au croisement de la viale vaticano et de la via Aurelia 41° 54′ 07,08″ N, 12° 26′ 44,62″ E)
- Est : extrémité de la place Saint-Pierre (41° 54′ 08,16″ N, 12° 27′ 30,01″ E)

Le Vatican est le plus petit État indépendant du monde. Les extrémités nord et sud sont distantes d'environ 800 m, celles à l'est et à l'ouest d'à peu près 1 km.

### Altitude
- Maximale : 75 m
- Minimale : 19 m

L'État du Vatican se situe sur le flanc de la colline du même nom ; les deux altitudes extrêmes du pays ne portent pas de nom particulier.